# 아르바츠카야역 (아르바츠코포크롭스카야선)
아르바츠카야역(러시아어: Арбатская)은 모스크바 지하철 아르바츠코 포크롭스카야 선의 역으로, 모스크바 지하철 플로샤디 레볼류치 역과 스몰렌스카야 역 사이에 위치하고 1953년에 필룝스카야 선의 일부 평행 구간을 대체하기 위해 건설되었다.
이 역사는 1941년 독일의 폭탄 공격으로 피해를 입었기에, 역은 훨씬 더 깊었고 대피소를 두 배로 늘일 수 있는 더 큰 역들이 포함되어 있었다. 처음에는 영구적으로 폐쇄하기로 했었지만, 5년 후 옛 구간이 다시 개장하면서 동일 역명을 완전히 분리시킨 두 역(아르바츠카야 / 스몰렌스카야)을 제정하는 다소 혼란스러운 상황을 만들었다. "아르바트 거리"가 인근에 위치하여 붙여진 역명이다.

## 설계
본 역은 메트로 역 뿐만 아니라 폭탄 대피소 역할을 하도록 되어 있었기 때문에 규모가 크게 건설되었고(250m 플랫폼으로, 모스크바에서 두 번째로 길다), 깊이가 깊다(지하 41m). 주 터널은 횡단면에서 타원형으로 표준 원형 설계에서 보면 비정상적으로 벗어난다. 본 역에는 붉은 대리석과 장식용 받침대, 꽃무늬, 샹들리에로 정교하게 장식된 높이 솟은 천장이 그려져 있다.

## 환승
이 역에서는 소콜니체스카야 선의 비블리오테카 이메니 레니나 역과 필룝스카야 선의 알렉산드롭스키 사트 역, 세르푸홉스코 티미랴젭스카야 선의 보로비츠카야 역으로 갈아탈 수 있다.
비블리오테카 이메니 레니나 역과 알렉산드롭스키 사트 역은 건설 당시 환승을 고려하지 않은 채 지어졌기에 1938년 알렉산드롭스키 사트 역이 아르바츠코 포크롭스카야 선으로 옮길 때까지 연결되지 않고 있었다. 아르바츠코 포크롭스카야 선으로 옮기기 전, 알렉산드롭스키 사트 역에서 키옙스카야 역까지의 구간은 소콜니체스카야 선의 분선이었다.

## 같이 보기
- (러시아어) Арбатская на www.metro.ru
- (러시아어) Арбатская на news.metro.ru